# Trichoscarta picea
Trichoscarta picea är en insektsart som beskrevs av Victor Lallemand 1922. Trichoscarta picea ingår i släktet Trichoscarta och familjen spottstritar. Inga underarter finns listade i Catalogue of Life.